# Le Cercle des illusionnistes
Le Cercle des illusionnistes est une pièce d'Alexis Michalik créée au Théâtre de la Pépinière-Opéra le 22 janvier 2014,.

## Intrigue
Plusieurs récits de différentes époques sont entremêlés. On y suit principalement le parcours de deux pionniers de leur art, l'illusionniste Jean-Eugène Robert-Houdin et le réalisateur Georges Méliès, ainsi que la rencontre d'un jeune couple anonyme des années 80. C'est une pièce de théâtre qui s'appuie sur la magie et le cinéma, pour son sujet comme pour sa mise en scène.

## Fiche technique
- Mise en scène : Alexis Michalik
- Collaboration mise en scène : Anaïs Laforêt
- Scénographie / Vidéo : Olivier Roset
- Assistante scénographe/vidéo : Juliette Azémar
- Costumes : Marion Rebmann
- Assistante costumes : Clotilde Jaoui
- Musique : Romain Trouillet
- Lumières : Pascal Sautelet
- Production : La Pépinière Théâtre, Théâtre des Béliers Parisiens, Mises en Capsules
- Conseillère éditoriale : Monique de Montremy

## Distribution
- Jeanne Arènes : Catherine, Antonia, Louise, Margot, Mme Gabrielle, Jeanne la libraire, la cliente
- Maud Baecker : Avril, Suzanne
- Michel Derville : l'horloger, l'escamoteur, l'antiquaire, le peintre, Charles
- Arnaud Dupont : Georges, Manuel, le patron, le vigile
- Vincent Joncquez : Jean, Gérard, Marius, Louis, Lallement
- Mathieu Métral : Décembre, William, Lucien

## Distinctions
- 2014 : Molière de l'auteur (Alexis Michalik)
- 2014 : Molière du metteur en scène (Alexis Michalik)
- 2014 : Molière de la révélation théâtrale (Jeanne Arènes)[3]
- 2014 : Nommée pour le Molière du théâtre privé (La Pépinière-Théâtre)
- 2014 : Nommée pour le Molière de la création visuelle (Olivier Roset, Marion Rebmann, Pascal Sautelet)

### Sources
- Le Cercle des illusionnistes d'Alexis Michalik, éditions Les Cygnes, 2014  (ISBN 9782369440116).